# Когнитивные теории восприятия времени
Восприятие времени — образное отражение таких характеристик явлений и процессов внешней действительности, как длительность, скорость протекания и последовательность.  

## История
Одна из первых работ, описывающих конкретный механизм восприятия времени, была написана Хадсоном Хогландом. Он выдвинул предположение, что точность оценки временных интервалов зависит от физиологического состояния организма и эта зависимость является постоянной и односторонней. Имеется в виду, что какое-либо изменение состояния организма неизменно ведет только к конкретному искажению восприятия времени. Так, увеличение температуры тела приводит к ускорению субъективного времени и обратное (т.е. его замедление) невозможно. С целью проверить гипотезу была проведена линия экспериментов, результаты которых показали, что искажение объективного времени действительно происходило под влиянием метаболических процессов, и субъективное время растягивалось при повышении температуры тела. Однако другие исследования показали противоположную зависимость. Ввиду неоднозначности эмпирических исследований биологической теории, был предложен ряд моделей восприятия времени в рамках когнитивного подхода.
Когнитивные модели, описывающие формирование субъективного времени, можно разбить на два направления: модели со счетчиком (timing-with-a-timer) и модели без счетчика (timing-without-a-timer). Модели без счетчика предполагают, что субъект осуществляет оценку времени на основе обрабатываемой и хранящейся в памяти информации. Модели со счетчиком в своей структуре имеют пейсмейкер, функцией которого является генерация ритмичных импульсов.
Одной из самых ранних и наиболее изучаемых когнитивных теорий является теория Роберта Орнштейна. Орнштейн выдвинул тезис о том, что сознательно воспринимаемая продолжительность времени определяется количеством и сложностью для переработки сохранившейся в памяти информации. Его эксперимент, а также работы других авторов подтвердили влияние количества и сложности событий (или элементов воспринимаемых событий) на восприятие временных продолжительностей. Такие данные были получены для временных интервалов в пределах нескольких минут. Суждение о временной продолжительности очень коротких интервалов от нескольких сотен миллисекунд до нескольких секунд принято считать автоматическим “сенсорным” процессом и, в отличие от оценки более длительных стимулов, не требующим высокоуровневых, оторванных от определенной модальности процессов.
На сегодняшний день существует две основные группы теоретических когнитивных моделей, которые описывают проспективную оценку временных интервалов: модели пейсмейкера и модели осциллятора. Эти теории традиционно предполагают наличие центрального механизма оценки времени, включающего внутренний генератор импульсов. Две теоретические линии развивались параллельно и нельзя сказать, что недостатки одних моделей напрямую ложились в основу развития последующих, однако эти теоретические линии во многом перекликаются и нередко используют общую эмпирическую базу.

## Теория пейсмейкера
Доминирующую теорию пейсмейкера, легшую в основу многих последующих, предложила М. Трейсман. Согласно этой теории, механизм восприятия времени состоит из шести основных компонентов:
- Пейсмейкер, который выдает серию импульсов с регулярной скоростью (измеряемой миллисекундами).
- Счетчик, который записывает количество импульсов.
- Хранилище, в котором импульсы накапливаются и могут формировать эталонные временные интервалы для последующего сравнения.
- Механизм принятия решения, который сравнивает актуальные подсчитанные интервалы с эталонными интервалами из хранилища и готовит ответ.
- Центр возбуждения, который меняет частоту импульсов пейсмейкера.
- Вербальный механизм вынесения суждения, который отвечает за долговременное хранение хронометрических единиц с присвоенными вербальными ярлыками: секунда, минута и т.д.

Таким образом, в основе теории лежит представление о линейной структуре восприятия времени, встроенной в процесс переработки информации. Длина субъективного интервала зависит от количества импульсов, прошедших через счетчик и накопившихся в хранилище. Количество импульсов, в свою очередь, зависит от объективного времени и от темпа генерации импульсов. На темп работы пейсмейкера влияет центр возбуждения: чем выше уровень активации организма, тем больше субъективно длиннее кажется временной интервал. Последнее утверждение находит подтверждение во многих эмпирических исследованиях. Так, уровень активации связывают с частотой стимуляции, с влиянием эмоциональных стимулов или моторных задач. Примечательно, что на пейсмейкер влияет именно уровень активации, а не частота сердечных сокращений или частота дыхания. Так, в исследовании Шварца и коллег в качестве независимой переменной использовали задержку дыхания. Одна группа задерживала дыхание и оценивала интервалы, другая группа дышала в обычном режиме. Хотя во время задержки дыхания пульс замедляется, испытуемые экспериментальной группы имели склонность переоценивать длительность временных промежутков. Авторы работы объясняют это тем, что, несмотря на снижения количества сердечных сокращений, общий уровень активации субъекта повышается при задержке дыхания, что влияет на скорость работы пейсмейкера.
Критика теории пейсмейкера опирается на результаты ряда эмпирических исследований, выявивших несоответствия между предсказаниями теории и полученными данными. Так, в работе Симпсона и Харрисона было показано, что испытуемые с навязчивыми ритуалами, согласно теории, должны были бы демонстрировать более жесткие паттерны поведения. Однако полученные данные опровергли это предположение. 35 взрослых с диагнозом обсессивно-компульсивного расстройства (ОКР) и 35 испытуемых без ОКР в качестве контрольной группы выполняли задания, требующие повторяющегося моторного поведения. Измерялись параметры этого поведения (ритмичность, жесткость и т.д.). Вопреки предположениям теории пейсмейкера, участники с ОКР не продемонстрировали более жестких паттернов поведения по сравнению с контрольной группой.
Критики также указывают на концептуальные проблемы теории пейсмейкера. Так, Прайс и Джонсон (Price & Johnson, 2011) отмечают, что в рамках этой теории отсутствует четкое определение самого понятия "пейсмейкер" и его механизмов функционирования. Без уточнения этих базовых концептов теория не может быть адекватно операционализирована и проверена эмпирически. Кроме того, критики подчеркивают, что теория пейсмейкера игнорирует роль социальных, когнитивных и средовых факторов в формировании поведенческих паттернов. Так, исследование Родригеса и коллег (Rodriguez et al., 2018) показало, что культурные нормы и ожидания общества оказывают существенное влияние на ритуальное поведение, которое не может быть объяснено исключительно в биологических терминах. 80 взрослых людей из двух разных культурных сообществ. Испытуемые выполняли задания, связанные с ритуальным поведением. Изучались особенности этого поведения в зависимости от культурной принадлежности участников. Было обнаружено, что культурные нормы и ожидания оказывают существенное влияние на характеристики ритуального поведения, что не объясняется теорией пейсмейкера, ориентированной исключительно на биологические факторы.
Наконец, методологические ограничения исследований, положенных в основу теории пейсмейкера, также подвергаются критике. Как отмечают Хопкинс и Брюс (Hopkins & Bruce, 2016), многие из этих работ используют упрощенные экспериментальные парадигмы, что снижает их экологическую валидность и затрудняет экстраполяцию результатов на реальные жизненные ситуации.

## Теория скалярного ожидания
Идеи Трейсман нашли продолжение в теории скалярного ожидания (Scalar Expectancy Theory, SET, или Scalar Timing Theory), которая описывает устройство внутренних часов более лаконично: пейсмейкер, аккумулятор/накопитель и механизм принятия решения. Оценка временного интервала включает обращение к долговременной памяти, в которой в результате прошлого опыта накопились эталонные временные интервалы для различных стимулов и ситуаций. Во время принятия решения происходит сравнение количества импульсов в аккумуляторе с промежутком из долговременной памяти. Дальнейшие работы авторов также упоминают переключать, расположенный между пейсмейкером и аккумулятором. Переключатель открывается и позволяет импульсам проходить в накопитель в момент начала действия стимула и закрывается в момент окончания.
Таким образом, общим для двух описанных моделей с пейсмейкером является то, что воспринимаемая продолжительность выступает монотонной функцией, зависящей от количества импульсов, поступивших в аккумулятор. В то же время SET вводит представление о скалярных свойствах механизма восприятия времени, которые описать двумя положениями:
1. Средняя оценка времени для ряда интервалов равна объективному времени.
2. Изменчивость суждений о времени линейно возрастает со средней оценкой интервала, т.е. чем больше оцениваемый временной интервал, тем больше и разница между минимальной и максимальной оценкой.

## Модель множественных осцилляторов
Модель множественных осцилляторов была предложена авторами с целью выдвинуть коннекционистский вариант объяснения тех же результатов, которые объясняет SET. Согласно этой теории, механизм восприятия времени состоит из множества генераторов ритма (осцилляторов), рабочей памяти, референтной памяти и механизма сравнения. Осцилляторы выдают ритмы различной периодичности и охватывают большие временные промежутки (до 204,6 секунд). В качестве метафоры на месте каждого осциллятора можно представлять колесо, которое совершает один оборот в заданную единицу времени. Так, один осциллятор проходит круг за календарный год, другой за сутки, третий за 400 мс и так далее. Вместо счетчика/аккумулятора, записывающего количество полученных импульсов, каждому осциллятору соответствует свой индикатор статуса, отражающий фазу, в которой находится осциллятор. При восприятии временных интервалов статус каждого осциллятора сохраняется в рабочей памяти. При принятии решения о длительности временного интервала информация из рабочей памяти сравнивается с информацией из референтной памяти, где хранится информация о статусе осцилляторов в воспринятом когда-либо ранее эталонном интервале.
Система из нескольких осцилляторов, по задумке авторов, позволяет обеспечить единый механизм для объяснения выполнения нескольких временных задач единовременно — например, синхронизация двигательной активности, различения временных интервалов, отсчета времени, определения циркадных ритмов. Также она подходит для объяснения восприятия сильно отличных друг от друга по длительности временных интервалов. Однако модель множественных осцилляторов не ставит своей целью дать объяснение искажениям в оценке времени и впоследствии не получила развития и эмпирической проверки.
Основная эмпирическая критика описанных теорий заключается в том, что один и тот же набор стимулов в одном и том же состоянии испытуемого может вызывать различные ответы о длительности интервала. Дэн Закай и Ричард Блок предложили развить идею о переключателе в модели пейсмейкера, используя в качестве опосредующего звена механизмы внимания. В экспериментальную парадигму была включена дополнительная задача, не требующая оценки времени, а экспериментальное воздействие заключалось в варьировании важности задачи оценки времени. В случае, когда оценка времени определялась как первичная, субъективные оценки длительности интервала были выше, чем в том случае, когда внимание переключалось на другую задачу. Множество последующих работ также показало влияние внимания на оценку временных интервалов. Предложенная теория получила название модели ворот внимания. 

## Список литературы
1. ↑  Hudson Hoagland. The Physiological Control of Judgments of Duration: Evidence for a Chemical Clock // The Journal of General Psychology. — 1933-10. — Т. 9, вып. 2. — С. 267–287. — ISSN 0022-1309. — doi:10.1080/00221309.1933.9920937.
2. ↑  Donald Pfaff. Effects of temperature and time of day on time judgments. // Journal of Experimental Psychology. — 1968. — Т. 76, вып. 3, Pt.1. — С. 419–422. — ISSN 0022-1015. — doi:10.1037/h0025481.
3. ↑  Lockhart J. M. Ambient temperature and time estimation //Journal of Experimental Psychology. – 1967. – Т. 73. – №. 2. – С. 286.
4. ↑  Ivry R. B., Hazeltine R. E. Introduction models of timing-with-a-timer //Time, action and cognition: Towards bridging the gap. – 1992. – С. 183-189.
5. ↑  Ornstein R.E. On the experience of time // Baltimore, MD: Penguin Books. – 1969 – P. 41.
6. ↑  Yeager J. Absolute time estimates as a function of complexity and interruption of melodies //Psychonomic Science. – 1969. – Т. 15. – №. 4. – С. 177-178.
7. ↑  Lewis P. A., Miall R. C. Distinct systems for automatic and cognitively controlled time measurement: evidence from neuroimaging //Current opinion in neurobiology. – 2003. – Т. 13. – №. 2. – С. 250-255.
8. 1 2  Grondin S. Timing and time perception: A review of recent behavioral and neuroscience findings and theoretical directions //Attention, Perception, & Psychophysics. – 2010. – Т. 72. – №. 3. – С. 561-582.
9. ↑  Treisman M. Temporal discrimination and the indifference interval: Implications for a model of the "internal clock" //Psychological Monographs: General and Applied. – 1963. – Т. 77. – №. 13. – С. 1.
10. ↑  Oléron P. III. Etudes sur le langage mimique des sourds-muets. I. Les procedes d'expression //L'annee Psychologique. – 1952. – Т. 52. – №. 1. – С. 47-81.
11. ↑  Waits F. N., Sharrock R. Fear and time estimation //Perceptual and motor skills. – 1984. – Т. 59. – №. 2. – С. 597-598.
12. ↑  Kroger-Costa A., Machado A., Santos J. A. Effects of motion on time perception //Behavioural processes. – 2013. – Т. 95. – С. 50-59.
13. ↑  Schwarz M. A., Winkler I., Sedlmeier P. The heart beat does not make us tick: The impacts of heart rate and arousal on time perception //Attention, perception, & psychophysics. – 2013. – Т. 75. – С. 182-193.
14. ↑  Newbold T. et al. Global effects of land use on local terrestrial biodiversity //Nature. – 2015. – Т. 520. – №. 7545. – С. 45-50.12:47
15. ↑  Gibbon J. Scalar expectancy theory and Weber's law in animal timing //Psychological review. – 1977. – Т. 84. – №. 3. – С. 279.
16. ↑  Gibbon J. Origins of scalar timing //Learning and motivation. – 1991.
17. ↑  Church R. M., Broadbent H. A. Alternative representations of time, number, and rate //Cognition. – 1990. – Т. 37. – №. 1-2. – С. 55-81.
18. ↑  Zakay D., Block R. A. The role of attention in prospective duration estimation //Manuscript in preparation. – 1995.
19. ↑  Tse P. U. et al. Attention and the subjective expansion of time //Perception & psychophysics. – 2004. – Т. 66. – №. 7. – С. 1171-1189.
20. ↑  Zakay D., Block R. A. The role of attention in time estimation processes //Advances in psychology. – North-Holland, 1996. – Т. 115. – С. 143-164